# Момский район

Физическая карта Момского улуса

Момский улус (район) (эвен. Мōма буган якут. Муома улууһа), или Момский (эвенский) национальный район — административно-территориальная единица (район) и муниципальное образование (муниципальный район) в Республике Саха (Якутия) Российской Федерации.
Административный центр — село Хонуу.
На территории района находится Момский природный парк.

## География
Расположен на северо-востоке Якутии. На территории района расположена высшая точка хребта Черского — гора Победа высотой по изначальным замерениям 3147 метра, только в нем из всех территорий 34 якутских улусов имеется точка с высотой значительно выше 3 км. Площадь — 104,6 тыс. км². В Момском улусе зарегистрирована одна из самых низких температур ноября в России и Якутии, теоретически температура в ноябре в районе благодаря его самому удачному северо-восточному в Саха нахождению и горам, правильной рельефности может понижаться несколько менее чем до -60°, 
так в Усть-Моме 28-29 ноября 1960 температура понизилась до -58.6° и -59.7°, оба значения холоднее Оймяконских по этому периоду, что в точности равно ноябрьской самой низкой температуре в Шелагонцах, а в среднем за 2 утра подряд достигла -59.2°, что также рекордно низкая отметка вне календарной зимы по длине слитной непрерывности этой температуры по региону, а также две даты непрерывно среднесуточная была не выше -55°, а за два дня в среднем составила ровно -55.55°, а дневная температура 28 ноября понизилась почти до -54°, географически это улус Якутии с самой высшей сезонной рекордностью по самому высокому числу в географических признаках, по некоторым климатическим параметрам в плане географии районов его можно назвать самым рекордным районом в Саха.
Протекает река Индигирка и реки её бассейна: Мома, Селеннях, Бадяриха, Арга-Юрях, Эрэкит, Табанда-Сяне, Чибагалах, а также реки бассейна Колымы: Ожогина, Рассоха, Зырянка.
Наиболее крупные озёра: Туманнах, Намы, Табанда, Дарпир, Бугачан, Бырангатталах.

## История
Образован район 20 мая 1931 года. До этого входил в Верхоянский округ, куда входили Момский, Аллаиховский и Абыйский наслеги.

## Население
| 1970  | 1979  | 1989  | 2002  | 2009  | 2010  | 2011  | 2012  | 2013  |
| ----- | ----- | ----- | ----- | ----- | ----- | ----- | ----- | ----- |
| 3056  | ↗4202 | ↗5505 | ↘4699 | ↘4446 | ↗4452 | →4452 | ↘4391 | ↘4342 |
| 2014  | 2015  | 2016  | 2017  | 2018  | 2019  | 2020  | 2021  | 2022  |
| ↘4237 | ↘4218 | ↘4139 | ↘4099 | ↘4073 | ↘3973 | ↗3974 | ↘3733 | ↘3725 |
| 2023  |       |       |       |       |       |       |       |       |
| ↗3783 |       |       |       |       |       |       |       |       |

### Национальный состав
| национальность | человек | %     |
| -------------- | ------- | ----- |
| якуты          | 3 290   | 70.01 |
| эвены          | 781     | 16.62 |
| русские        | 429     | 9.13  |
| эвенки         | 42      | 0.89  |
| украинцы       | 38      | 0.81  |
| юкагиры        | 16      | 0.34  |
| другие         | 103     | 2.19  |

## Муниципально-территориальное устройство
Момский район (улус), в рамках организации местного самоуправления, включает 6 муниципальных образований, со статусом сельских поселений (наслегов):
| № | Муниципальное образование             | Административный центр | Количество населённых пунктов | Население (чел.) | Площадь (км²) |
| - | ------------------------------------- | ---------------------- | ----------------------------- | ---------------- | ------------- |
| 1 | Индигирский национальный наслег       | село Буор-Сысы         | 1                             | ↗352             | 1522,37       |
| 2 | Момский национальный наслег           | село Хонуу             | 2                             | ↗2320            | 2284,00       |
| 3 | Соболохский национальный наслег       | село Соболох           | 1                             | ↘252             | 10 485,80     |
| 4 | Тебюлехский национальный наслег       | село Чумпу-Кытыл       | 1                             | ↗214             | 5171,45       |
| 5 | Улахан-Чистайский национальный наслег | село Сасыр             | 1                             | ↗687             | 52 020,04     |
| 6 | Чыбагалахский национальный наслег     | село Кулун-Елбют       | 1                             | ↗226             | 18 943,04     |

Все наслеги в Момском районе имеют статус национальных.

### Населённые пункты
В Момском районе 7 населённых пунктов.
| № | Населённый пункт | Тип  | Население | Муниципальное образование             |
| - | ---------------- | ---- | --------- | ------------------------------------- |
| 1 | Буор-Сысы        | село | ↗352      | Индигирский национальный наслег       |
| 2 | Кулун-Елбют      | село | ↗226      | Чыбагалахский национальный наслег     |
| 3 | Сасыр            | село | ↗687      | Улахан-Чистайский национальный наслег |
| 4 | Соболох          | село | ↘252      | Соболохский национальный наслег       |
| 5 | Суон-Тит         | село | ↘90       | Момский национальный наслег           |
| 6 | Хонуу            | село | ↘2052     | Момский национальный наслег           |
| 7 | Чумпу-Кытыл      | село | ↗214      | Тебюлехский национальный наслег       |

## Экономика
Основа экономики района — оленеводство, мясо-молочное скотоводство, мясное табунное коневодство, звероводство, пушной промысел.
Земли сельскохозяйственного назначения составляют 17,5 тыс. га. В улусе имеются крестьянские хозяйства, промышленные предприятия по переработке сельскохозяйственного сырья.